# Матчи мужской сборной России по волейболу 2016
В 2016 году сборная России под руководством Владимира Алекно выиграла европейский олимпийский квалификационный турнир в Берлине, заняла 7-е место в розыгрыше Мировой лиги и 4-е место на Олимпийских играх в Рио-де-Жанейро.

## Хроника сезона
Новый 2016 год сборная России встретила в Германии. 5 января в берлинском спорткомплексе имени Макса Шмелинга стартовал европейский олимпийский отборочный турнир с участием 8 команд, где разыгрывалась единственная прямая путёвка на Игры в Рио-де-Жанейро. Начав своё выступление с победы над финнами, сборная России на следующий день потерпела поражение от французов и лишилась связующего Дмитрия Ковалёва, который, выйдя на замену в первой партии, в одном из эпизодов неудачно приземлился после блокирования и получил серьёзное повреждение голеностопа. В заключительном матче в своей группе россияне обыграли команду Болгарии, ослабленную из-за травм Тодора Алексиева и Цветана Соколова.
Полуфинальный и финальный поединки сборная России выиграла со счётом 3:1, в обоих случаях отдавая соперникам первую партию. «Надо сказать, что Тетюхин опять Россию спас», — заявил Владимир Алекно после полуфинала с хозяевами турнира, в котором капитан российской команды как всегда был надёжен в сложных моментах и набрал 17 очков. Полностью сработал и выход на замену Артёма Вольвича, замучившего немцев своей планирующей подачей и заработавшего два победных очка после счёта 24:24 в четвёртой партии. В решающем матче против действующих победителей Мировой лиги и чемпионата Европы французов одержать волевую победу также помогли своевременные замены. При счёте 5:13 в первой партии Алекно выпустил Юрия Бережко и Александра Маркина вместо Сергея Тетюхина и Егора Клюки, и хотя на исход первого сета это не повлияло, в дальнейшем динамовские доигровщики полностью поменяли рисунок игры, к чему «трёхцветные» оказались не готовы. По итогам турнира двое игроков сборной получили индивидуальные награды: Тетюхин был признан организаторами самым ценным игроком, а Максим Михайлов — лучшим диагональным.
С 12 по 22 мая российская команда провела учебно-тренировочный сбор в спортивно-оздоровительном центре «Волей Град» под Анапой. В подготовке к очередному турниру Мировой лиги участвовали 20 волейболистов. Среди них были все победители январской олимпийской квалификации, кроме блокирующего Дмитрия Щербинина и либеро Алексея Обмочаева, который по ходу клубного сезона был отчислен из «Динамо» за нарушение дисциплины. С февраля не участвовал в официальных матчах его одноклубник Александр Маркин, сдавший во время турнира в Берлине положительную пробу на мельдоний. В конце апреля после смягчения позиции WADA и решения FIVB о снятии с Маркина временного отстранения он сразу был включён в расширенный состав сборной.
В заявке команды на Мировую лигу оказались сразу два натурализованных игрока — компанию экс-диагональному сборной Украины Константину Бакуну, дебютировавшему за Россию в январе, составил бывший доигровщик сборной Словакии Лукаш Дивиш. Вернулись в состав команды олимпийский чемпион Лондона Дмитрий Мусэрский, либеро Артём Ермаков и молодой диагональный Виктор Полетаев. В рамках Мировой лиги свои первые официальные матчи за сборную России, помимо Дивиша, провели доигровщик Дмитрий Волков и блокирующий Александр Гуцалюк, а опытные Максим Михайлов и Юрий Бережко не смогли выступить в этом турнире из-за травм. По словам Владимира Алекно и Сергея Тетюхина все игроки в начале Мировой лиги имели те или иные проблемы со здоровьем, но в целом настолько сложной ситуации, как перед Олимпиадой в Лондоне, в этот раз у сборной России не было.
Турнир Мировой лиги проходил по новому регламенту, аналогичному женскому Гран-при. Сборная России в рамках интерконтинентального раунда одержала 5 побед, в том числе дважды обыграв действующих чемпионов мира поляков, и 4 раза проиграла. Поражение от Аргентины, будущего соперника по группе на Олимпийских играх, со счётом 0:3 в шестом матче турнира практически лишило сборную России шансов на выход в финальный этап и на заключительном этапе в Далласе ей не удалось исправить положение. По ходу турнира Владимир Алекно задействовал 16 волейболистов, много экспериментировал с составом, пробовал различные игровые сочетания.
Заключительный этап подготовки к Олимпийским играм сборная России провела в Новогорске. К ней присоединились не выступавшие на Мировой лиге Максим Михайлов и Игорь Кобзарь, но в то же время стало известно, что Дмитрий Мусэрский и Юрий Бережко не смогут помочь команде в Рио из-за травм. Повреждение голеностопа было и у Сергея Гранкина, но эта травма не помешала ему выступить на Олимпиаде. Подготовку сборной осложняла нервная ситуация с возможным отстранением России от Игр на основании «доклада Макларена». 24 июля исполком Международного олимпийского комитета передал право на принятие решения о персональном допуске в каждом виде спорта соответствующим международным федерациям. FIVB объявила о допуске российских волейболистов 27 июля, в тот же день Владимир Алекно назвал окончательную заявку из 12 игроков и 28 июля команда вылетела в Рио.
5 августа на церемонии открытия Олимпийских игр в Рио-де-Жанейро флаг России нёс Сергей Тетюхин. Для 40-летнего капитана российской сборной эти Игры стали шестыми в карьере.
Все матчи олимпийского турнира сборная России начинала шестёркой игроков, в которую входили Сергей Гранкин, Максим Михайлов, Сергей Тетюхин, Егор Клюка, Александр Волков и Артём Вольвич, в амплуа либеро играл Алексей Вербов. В стартовом поединке против кубинцев, в силу разных причин выступавших в далёком от оптимального составе, целью Владимира Алекно была проверка в деле всех игроков, но это стоило проигранной партии, которую российская команда проводила без Тетюхина и Александра Волкова. В следующем матче, против сборной Аргентины, проявилась ещё не достаточная готовность пропустившего большую часть предолимпийской подготовки Михайлова. При счёте 12:18 в первой партии Алекно произвёл двойную замену, поменяв не только основного диагонального, но и связующего Гранкина, который, как стало известно после матча, играл с опухшей ногой. Выход Игоря Кобзаря и Константина Бакуна помог российской команде прийти в себя и взять второй сет, но не сломать соперника, к тому же проблемы с приёмом аргентинской подачи не позволяли вести быструю игру. В четвёртом сете россияне долго лидировали, однако при счёте 20:19 в четвёртой партии проиграли пять очков подряд на подачах Факундо Конте.
Как и на четырёхлетней давности Играх в Лондоне, сборная России после сложного старта по ходу турнира начала прибавлять. В третьем матче группового этапа команда Алекно «за час с душем» разобралась со сборной Египта, затем одержала красивую и трудовую победу в пяти партиях над сборной Польши. После матча с чемпионами мира тренер отметил, что «Макс Михайлов вроде бы оживает», россияне переиграли соперника в атаке первым темпом, на блоке и в защите. Поляки во многом благодаря игре Бартоша Курека, набравшего за матч 36 очков и реализовавшего 13 из 13 атак в четвёртой партии, довели матч до укороченного пятого сета, но в решающем отрезке игры российский блок остановил и его. В последнем матче группового этапа сборная России, уже гарантировавшая себе выход в плей-офф, со счётом 3:0 победила команду Ирана и заняла третье место в группе. По результатам жеребьёвки соперником россиян в четвертьфинале стала сборная Канады, и этот матч также завершился уверенной победой подопечных Алекно.
В полуфинале сборная России встречалась с командой Бразилии и в этот раз классическое противостояние завершилось победой хозяев Олимпиады в трёх сетах. Несмотря на проблемы с приёмом и атакой, обилие ошибок, российской команде в первой и второй партиях удавалось держаться вровень с соперником, но в концовках бразильцы перехватывали инициативу, а выходы на двойную замену Игоря Кобзаря и Константина Бакуна ситуацию не меняли. При счёте 19:22 во втором сете Сергей Тетюхин отметился эйсом, уложив мяч между двумя бразильцами. Следующая подача ушла «за», но россияне указывали судье Юраю Мокрому из Словакии, что мяч коснулся бразильского принимающего. Арбитр не изменил своего решения и вдобавок вынес замечание Александру Волкову. В начале третьего сета после приёма подачи Максима Михайлова бразилец угодил мячом в верёвку под потолком, по которой перемещается камера, но судья показал не «аут», а спорный мяч. После этих и других судейских ошибок россияне не опускали рук, но в третьей партии после счёта 10:10 проваливались в расстановках на подачах Уоллеса и Бруно — 10:14, 14:20 и в итоге уступили. В послематчевом интервью Алекно заявил: «Сегодня мы проиграли практически без борьбы. То, к чему мы готовились и настраивались, не получилось совершенно».
В матче за бронзу против США сборная России выигрывала со счётом 2:0 по партиям, однако американцы, у которых заметно выделялся вышедший на замену во втором сете Уильям Придди, смогли отыграться, и в затяжном матче ресурсов для победы у подопечных Алекно не хватило. В символическую сборную олимпийского турнира организаторы включили Артёма Вольвича. В Рио-2016 Алексей Вербов провёл 200-й матч за сборную, а Сергей Тетюхин преодолел рубеж в 3000 выигранных мячей. После бронзового матча оба игрока объявили о завершении карьеры в сборной, покинул команду и Владимир Алекно.
Впервые с 1996 года сборная России осталась без медалей олимпийского волейбольного турнира. Подводя итог выступления национальной команды, Владимир Алекно сказал:
Не могу сказать, что это провал. Четвёртое место это разрыв души для меня…
Раньше нашим оружием была физика, подачей могли убивать соперника, блокировали их. Но сейчас одной физикой обыграть соперника тяжело. Мы отстали, прежде всего, в техническом плане.

## Статистика матчей
В 2016 году сборная России провела 22 матча, из которых 14 выиграла.
| № 1 (616) | 5 января. Берлин. Финляндия — Россия — 0:3 (17:25, 16:25, 19:25). Европейский олимпийский квалификационный турнир                   |
| Финляндия: Ээми Тервапортти — 3 (0, 1, 2), Олли-Пекка Оянсиву — 11 (11, 0, 0), Антти Силтала — 8 (8, 0, 0), Никлас Сеппянен — 2 (2, 0, 0), Саули Синкконен — 3 (3, 0, 0), Константин Шумов — 3 (3, 0, 0), Лаури Керминен (л), Паси Хивяринен (л), Юкка Лехтонен, Ээмели Коуки — 2 (2, 0, 0). Россия: Сергей Гранкин — 4 (1, 3, 0), Максим Михайлов — 15 (13, 1, 1), Сергей Тетюхин — 6 (6, 0, 0), Егор Клюка — 7 (7, 0, 0), Андрей Ащев — 6 (6, 0, 0), Александр Волков — 5 (3, 0, 2), Алексей Вербов (л), Алексей Обмочаев (л), Дмитрий Ковалёв — 1 (0, 1, 0), Константин Бакун — 5 (4, 0, 1), Артём Вольвич — 3 (2, 1, 0), Александр Маркин — 6 (4, 1, 1), Юрий Бережко, Дмитрий Щербинин. Очки — 52:75 (атака — 29:46, блок — 1:7, подача — 2:5, ошибки соперника — 20:17). Время матча — 1:14. Max-Schmeling-Halle. 1900 зрителей. Отчёт. | |
| № 2 (617) | 6 января. Берлин. Россия — Франция — 1:3 (15:25, 25:20, 17:25, 19:25). Европейский олимпийский квалификационный турнир              |
| Россия: Сергей Гранкин — 2 (1, 1, 0), Максим Михайлов — 19 (14, 4, 1), Сергей Тетюхин — 10 (9, 1, 0), Егор Клюка — 14 (13, 1, 0), Андрей Ащев — 4 (2, 2, 0), Александр Волков — 1 (1, 0, 0), Алексей Вербов (л), Дмитрий Ковалёв, Константин Бакун — 3 (3, 0, 0), Артём Вольвич — 6 (4, 2, 0), Юрий Бережко, Дмитрий Щербинин, Александр Маркин — 3 (3, 0, 0). Франция: Бенжамен Тоньютти, Антонен Рузье — 19 (14, 3, 2), Кевин Тийи — 6 (4, 2, 0), Эрвин Нгапет — 26 (22, 2, 2), Кевин Ле Ру — 11 (6, 4, 1), Николя Ле Гофф — 10 (6, 4, 0), Женя Гребенников (л). Очки — 76:95 (атака — 50:52, блок — 11:15, подача — 1:5, ошибки соперника — 14:23). Время матча — 1:39. Max-Schmeling-Halle. 2900 зрителей. Отчёт. | |
| № 3 (618) | 7 января. Берлин. Болгария — Россия — 0:3 (20:25, 22:25, 17:25). Европейский олимпийский квалификационный турнир                    |
| Болгария: Георгий Братоев, Владимир Николов — 11 (9, 0, 2), Мирослав Градинаров — 2 (2, 0, 0), Тодор Скримов — 8 (6, 0, 2), Теодор Тодоров — 7 (7, 0, 0), Николай Николов — 9 (9, 0, 0), Теодор Салпаров (л), Мартин Божилов, Методи Ананиев — 2 (1, 0, 1), Владислав Иванов, Николай Учиков, Виктор Йосифов — 3 (2, 1, 0), Любомир Агонцев. Россия: Сергей Гранкин — 4 (0, 3, 1), Максим Михайлов — 10 (8, 0, 2), Сергей Тетюхин — 11 (8, 1, 2), Егор Клюка — 6 (6, 0, 0), Андрей Ащев — 5 (5, 0, 0), Александр Волков — 13 (7, 6, 0), Алексей Вербов (л), Алексей Обмочаев (л), Юрий Бережко — 2 (1, 0, 1). Очки — 59:75 (атака — 36:35, блок — 1:10, подача — 5:6, ошибки соперника — 17:24). Время матча — 1:18. Max-Schmeling-Halle. 1900 зрителей. Отчёт.                                                                               | |
| № 4 (619) | 9 января. Берлин. Германия — Россия — 1:3 (33:31, 22:25, 19:25, 24:26). Европейский олимпийский квалификационный турнир. 1/2 финала |
| Германия: Лукас Кампа — 1 (0, 1, 0), Георг Грозер — 12 (9, 2, 1), Кристиан Фромм — 14 (11, 1, 2), Денис Калиберда — 14 (12, 2, 0), Маркус Бёме — 7 (6, 1, 0), Филипп Коллин — 10 (7, 2, 1), Маркус Штойервальд (л), Фердинанд Тилле (л), Кристиан Дюннес — 1 (0, 1, 0), Симон Хирш — 4 (4, 0, 0), Патрик Штойервальд, Кристиан Шварц — 1 (0, 1, 0). Россия: Сергей Гранкин — 3 (1, 1, 1), Максим Михайлов — 15 (12, 2, 1), Сергей Тетюхин — 17 (13, 2, 2), Егор Клюка — 21 (17, 3, 1), Андрей Ащев — 11 (6, 5, 0), Александр Волков — 2 (2, 0, 0), Алексей Вербов (л), Юрий Бережко — 1 (1, 0, 0), Константин Бакун — 1 (1, 0, 0), Артём Вольвич — 12 (5, 3, 4), Александр Маркин. Очки — 98:107 (атака — 50:58, блок — 10:16, подача — 4:9, ошибки соперника — 34:24). Время матча — 2:18. Max-Schmeling-Halle. 6900 зрителей. Отчёт.        | |
| № 5 (620) | 10 января. Берлин. Франция — Россия — 1:3 (25:14, 16:25, 23:25, 21:25). Европейский олимпийский квалификационный турнир. Финал      |
| Франция: Бенжамен Тоньютти — 3 (1, 1, 1), Антонен Рузье — 12 (9, 2, 1), Кевин Тийи — 10 (9, 0, 1), Эрвин Нгапет — 17 (15, 0, 2), Кевин Ле Ру — 11 (9, 1, 1), Николя Ле Гофф — 4 (2, 1, 1), Женя Гребенников (л), Пьер Пюжоль, Мори Сидибе — 1 (1, 0, 0), Жюльен Линель — 1 (1, 0, 0), Николя Марешаль — 2 (1, 1, 0), Франк Лафитт — 1 (0, 1, 0). Россия: Сергей Гранкин, Максим Михайлов — 18 (16, 2, 0), Сергей Тетюхин, Егор Клюка — 2 (1, 1, 0), Артём Вольвич — 2 (1, 1, 0), Александр Волков — 2 (1, 1, 0), Алексей Вербов (л), Юрий Бережко — 18 (15, 2, 1), Александр Маркин — 17 (13, 4, 0), Дмитрий Щербинин, Андрей Ащев — 9 (4, 5, 0), Алексей Обмочаев (л). Очки — 85:89 (атака — 48:51, блок — 7:16, подача — 7:1, ошибки соперника — 23:21). Время матча — 1:44. Max-Schmeling-Halle. 7000 зрителей. Отчёт.                     | |
| № 6 (621) | 17 июня. Калининград. Россия — Сербия — 0:3 (22:25, 32:34, 17:25). Мировая лига. Интерконтинентальный раунд                         |
| Россия: Сергей Гранкин, Константин Бакун — 6 (6, 0, 0), Сергей Тетюхин, Егор Клюка — 10 (7, 2, 1), Дмитрий Мусэрский — 8 (6, 2, 0), Артём Вольвич — 5 (1, 4, 0), Алексей Вербов (л), Артём Ермаков (л), Дмитрий Ковалёв — 2 (1, 1, 0), Виктор Полетаев — 7 (7, 0, 0), Александр Маркин — 2 (2, 0, 0), Дмитрий Волков — 1 (1, 0, 0), Александр Волков. Сербия: Никола Йовович, Дражен Любурич — 10 (10, 0, 0), Марко Ивович — 8 (6, 0, 2), Милош Никич — 12 (10, 1, 1), Марко Подрашчанин — 9 (4, 3, 2), Сречко Лисинац — 14 (11, 3, 0), Никола Росич (л), Алдександар Околич, Алекса Брджович. Очки — 71:84 (атака — 31:41, блок — 9:7, подача — 1:5, ошибки соперника — 30:31). Время матча — 1:35. «Янтарный». 6020 зрителей. Отчёт. | |
| № 7 (622) | 18 июня. Калининград. Россия — Польша — 3:0 (25:22, 25:19, 25:22). Мировая лига. Интерконтинентальный раунд                         |
| Россия: Сергей Гранкин — 1 (0, 0, 1), Константин Бакун — 14 (10, 1, 3), Сергей Тетюхин — 10 (8, 0, 2), Егор Клюка — 8 (7, 1, 0), Дмитрий Мусэрский — 11 (9, 2, 0), Александр Волков — 6 (5, 1, 0), Алексей Вербов (л), Дмитрий Ковалёв, Александр Маркин — 1 (1, 0, 0). Польша: Гжегож Ломач, Давид Конарский — 13 (10, 1, 2), Бартош Беднож — 6 (3, 3, 0), Артур Шальпук — 11 (10, 0, 1), Пётр Новаковский — 8 (6, 1, 1), Марцин Можджонек — 4 (3, 1, 0), Павел Заторский (л), Мацей Музай — 1 (1, 0, 0), Матеуш Бенек — 1 (0, 0, 1), Павел Войцкий, Дамьян Войташек (л). Очки — 75:63 (атака — 40:33, блок — 5:6, подача — 6:5, ошибки соперника — 24:19). Время матча — 1:23. «Янтарный». 6910 зрителей. Отчёт. | |
| № 8 (623) | 19 июня. Калининград. Россия — Болгария — 3:1 (20:25, 25:18, 25:17, 25:22). Мировая лига. Интерконтинентальный раунд                |
| Россия: Дмитрий Ковалёв, Виктор Полетаев — 1 (1, 0, 0), Александр Маркин — 10 (7, 2, 1), Егор Клюка — 10 (6, 4, 0), Александр Гуцалюк — 1 (1, 0, 0), Артём Вольвич — 9 (7, 1, 1), Артём Ермаков (л), Сергей Гранкин — 1 (0, 1, 0), Константин Бакун — 20 (12, 1, 7), Дмитрий Мусэрский — 14 (9, 1, 4), Дмитрий Волков. Болгария: Георгий Сеганов — 1 (1, 0, 0), Цветан Соколов — 21 (18, 2, 1), Тодор Скримов — 7 (6, 0, 1), Николай Пенчев — 4 (3, 1, 0), Светослав Гоцев — 5 (3, 1, 1), Виктор Йосифов — 10 (4, 3, 3), Владислав Иванов (л), Трифон Лапков, Методи Ананиев — 2 (2, 0, 0), Розалин Пенчев — 4 (4, 0, 0), Любомир Агонцев — 1 (1, 0, 0), Мартин Божилов (л). Очки — 95:82 (атака — 43:42, блок — 10:7, подача — 13:6, ошибки соперника — 29:27). Время матча — 1:48. «Янтарный». 5510 зрителей. Отчёт.                        | |
| № 9 (624) | 24 июня. Лодзь. Россия — Франция — 0:3 (22:25, 34:36, 20:25). Мировая лига. Интерконтинентальный раунд                              |
| Россия: Сергей Гранкин — 1 (0, 1, 0), Виктор Полетаев — 10 (8, 1, 1), Лукаш Дивиш — 3 (3, 0, 0), Егор Клюка — 11 (10, 0, 1), Дмитрий Мусэрский — 13 (9, 4, 0), Артём Вольвич — 8 (6, 2, 0), Алексей Вербов (л), Дмитрий Ковалёв, Александр Маркин — 5 (4, 1, 0), Дмитрий Волков. Франция: Бенжамен Тоньютти — 2 (1, 0, 1), Антонен Рузье — 21 (21, 0, 0), Кевин Тийи — 7 (7, 0, 0), Эрвин Нгапет — 13 (12, 0, 1), Кевин Ле Ру — 4 (1, 3, 0), Николя Ле Гофф — 4 (1, 3, 0), Женя Гребенников (л), Пьер Пюжоль, Николя Марешаль — 4 (4, 0, 0). Очки — 76:86 (атака — 40:47, блок — 9:6, подача — 2:2, ошибки соперника — 25:31). Время матча — 1:24. Atlas Arena. 1200 зрителей. Отчёт. | |
| № 10 (625) | 25 июня. Лодзь. Польша — Россия — 1:3 (17:25, 20:25, 25:20, 15:25). Мировая лига. Интерконтинентальный раунд                        |
| Польша: Гжегож Ломач, Бартош Курек — 21 (17, 3, 1), Рафал Бушек — 1 (1, 0, 0), Бартош Беднож — 7 (7, 0, 0), Пётр Новаковский — 3 (3, 0, 0), Марцин Можджонек — 6 (4, 1, 1), Павел Заторский (л), Артур Шальпук — 7 (4, 1, 2), Давид Конарский, Павел Войцкий, Матеуш Бенек — 10 (9, 1, 0). Россия: Сергей Гранкин — 3 (1, 2, 0), Виктор Полетаев — 19 (16, 1, 2), Сергей Тетюхин — 11 (10, 0, 1), Егор Клюка — 13 (11, 2, 0), Дмитрий Мусэрский — 8 (6, 2, 0), Александр Волков — 10 (8, 0, 2), Алексей Вербов (л), Андрей Ащев, Лукаш Дивиш, Александр Маркин, Артём Вольвич — 2 (0, 2, 0), Дмитрий Ковалёв — 1 (0, 1, 0). Очки — 77:95 (атака — 45:52, блок — 6:10, подача — 4:5, ошибки соперника — 22:28). Время матча — 1:43. Atlas Arena. 9800 зрителей. Отчёт.                                                                         | |
| № 11 (626) | 26 июня. Лодзь. Аргентина — Россия — 3:0 (25:18, 25:20, 28:26). Мировая лига. Интерконтинентальный раунд                            |
| Аргентина: Лучано Де Чекко, Бруно Лима — 11 (9, 2, 0), Николас Бруно — 13 (11, 1, 1), Кристиан Поглаен — 13 (12, 0, 1), Себастьян Соле — 9 (5, 4, 0), Пабло Крер — 7 (6, 1, 0), Алексис Гонсалес (л), Ян Мартинес, Демиан Гонсалес, Эсекьель Паласиос. Россия: Дмитрий Ковалёв, Виктор Полетаев — 8 (8, 0, 0), Лукаш Дивиш — 1 (1, 0, 0), Егор Клюка — 10 (9, 0, 1), Андрей Ащев — 2 (1, 1, 0), Дмитрий Мусэрский — 9 (7, 1, 1), Алексей Вербов (л), Сергей Гранкин — 3 (0, 3, 0), Александр Маркин — 2 (2, 0, 0), Александр Волков — 6 (6, 0, 0), Сергей Тетюхин — 1 (1, 0, 0), Дмитрий Волков — 5 (5, 0, 0). Очки — 78:64 (атака — 43:40, блок — 8:5, подача — 2:2, ошибки соперника — 25:17). Время матча — 1:18. Atlas Arena. 2480 зрителей. Отчёт.                                                                                       | |
| № 12 (627) | 1 июля. Даллас. Австралия — Россия — 0:3 (19:25, 24:26, 12:25). Мировая лига. Интерконтинентальный раунд                            |
| Австралия: Григорий Сукочев, Линкольн Уильямс — 19 (17, 1, 1), Макс Стейплс — 8 (8, 0, 0), Самуэль Уолкер — 4 (3, 1, 0), Трэвис Пассье — 2 (2, 0, 0), Бо Грэм — 4 (4, 0, 0), Люк Перри (л), Натан Робертс — 4 (3, 0, 1), Джордан Ричардс, Харрисон Пикок. Россия: Сергей Гранкин — 2 (1, 1, 0), Виктор Полетаев — 10 (7, 2, 1), Лукаш Дивиш — 9 (5, 0, 4), Дмитрий Волков — 10 (7, 1, 2), Андрей Ащев — 7 (5, 0, 2), Дмитрий Мусэрский — 9 (6, 3, 0), Артём Ермаков (л), Дмитрий Ковалёв, Егор Клюка — 1 (0, 1, 0). Очки — 55:76 (атака — 37:31, блок — 2:8, подача — 2:9, ошибки соперника — 14:28). Время матча — 1:13. Kay Bailey Hutchison Convention Center. 4000 зрителей. Отчёт. | |
| № 13 (628) | 2 июля. Даллас. Болгария — Россия — 0:3 (20:25, 14:25, 18:25). Мировая лига. Интерконтинентальный раунд                             |
| Болгария: Георгий Сеганов — 1 (1, 0, 0), Бранимир Грозданов — 9 (8, 1, 0), Методи Ананиев — 8 (8, 0, 0), Тодор Скримов — 9 (9, 0, 0), Алекс Грозданов — 2 (0, 2, 0), Красимир Георгиев — 4 (3, 1, 0), Мартин Божилов (л), Владислав Иванов (л), Розалин Пенчев, Любомир Агонцев. Россия: Сергей Гранкин — 3 (0, 2, 1), Виктор Полетаев — 10 (10, 0, 0), Сергей Тетюхин — 7 (5, 0, 2), Егор Клюка — 9 (7, 2, 0), Артём Вольвич — 4 (2, 1, 1), Александр Волков — 7 (4, 2, 1), Алексей Вербов (л), Артём Ермаков (л), Лукаш Дивиш — 2 (2, 0, 0), Дмитрий Волков — 4 (3, 1, 0), Андрей Ащев — 2 (2, 0, 0), Дмитрий Мусэрский — 6 (3, 3, 0). Очки — 52:75 (атака — 29:38, блок — 4:11, подача — 0:5, ошибки соперника — 19:21). Время матча — 1:11. Kay Bailey Hutchison Convention Center. 3950 зрителей. Отчёт.                                 | |
| № 14 (629) | 3 июля. Даллас. США — Россия — 3:0 (35:33, 25:17, 25:21). Мировая лига. Интерконтинентальный раунд                                  |
| США: Мика Кристенсон — 4 (2, 2, 0), Мёрфи Трой — 11 (10, 1, 0), Аарон Рассел — 13 (12, 0, 1), Тейлор Сандер — 12 (11, 0, 1), Дэвид Ли — 6 (6, 0, 0), Максвелл Холт — 14 (6, 3, 5), Эрик Шоджи (л). Россия: Сергей Гранкин, Виктор Полетаев — 13 (11, 2, 0), Лукаш Дивиш — 5 (3, 2, 0), Егор Клюка — 5 (3, 2, 0), Дмитрий Мусэрский — 8 (6, 2, 0), Александр Волков — 4 (2, 0, 2), Алексей Вербов (л), Дмитрий Ковалёв, Александр Маркин, Андрей Ащев, Дмитрий Волков — 3 (3, 0, 0), Артём Вольвич — 4 (3, 1, 0). Очки — 85:71 (атака — 47:31, блок — 6:9, подача — 7:2, ошибки соперника — 25:29). Время матча — 1:33. Kay Bailey Hutchison Convention Center. 8000 зрителей. Отчёт. | |
| № 15 (630) | 7 августа. Рио-де-Жанейро. Россия — Куба — 3:1 (25:17, 25:19, 22:25, 25:18). Игры XXXI Олимпиады. Групповой этап                    |
| Россия: Сергей Гранкин — 1 (1, 0, 0), Максим Михайлов — 16 (13, 3, 0), Сергей Тетюхин — 10 (7, 1, 2), Егор Клюка — 10 (8, 0, 2), Артём Вольвич — 9 (5, 3, 1), Александр Волков — 9 (6, 2, 1), Алексей Вербов (л), Игорь Кобзарь, Константин Бакун — 1 (1, 0, 0), Дмитрий Волков — 5 (4, 1, 0), Андрей Ащев — 1 (1, 0, 0), Артём Ермаков. Куба: Иосвани Гонсалес — 2 (1, 0, 1), Осньель Рендон — 20 (17, 2, 1), Осньель Мельгарехо — 18 (14, 3, 1), Хавьер Хименес — 13 (11, 0, 2), Хавьер Консепсьон, Ливан Осория — 10 (8, 1, 1), Йондер Гарсия (л), Мигель Анхель Лопес, Адриан Гойде. Очки — 97:79 (атака — 46:51, блок — 10:6, подача — 6:6, ошибки соперника — 35:16). Время матча — 1:36. Maracanãzinho. 6287 зрителей. Отчёт. | |
| № 16 (631) | 9 августа. Рио-де-Жанейро. Россия — Аргентина — 1:3 (18:25, 25:18, 18:25, 21:25). Игры XXXI Олимпиады. Групповой этап               |
| Россия: Сергей Гранкин, Максим Михайлов — 3 (2, 1, 0), Сергей Тетюхин — 9 (8, 0, 1), Егор Клюка — 16 (16, 0, 0), Артём Вольвич — 11 (8, 3, 0), Александр Волков — 9 (7, 2, 0), Алексей Вербов (л), Игорь Кобзарь — 4 (1, 1, 2), Константин Бакун — 14 (14, 0, 0), Дмитрий Волков — 1 (1, 0, 0), Артём Ермаков. Аргентина: Лучано Де Чекко — 2 (0, 0, 2), Бруно Лима — 18 (16, 2, 0), Факундо Конте — 16 (12, 1, 3), Кристиан Поглаен — 5 (4, 0, 1), Себастьян Соле — 9 (6, 3, 0), Пабло Крер — 11 (6, 5, 0), Алексис Гонсалес (л), Николас Бруно, Демиан Гонсалес, Хосе Луис Гонсалес, Эсекьель Паласиос — 9 (9, 0, 0). Очки — 82:93 (атака — 57:53, блок — 7:11, подача — 3:6, ошибки соперника — 15:23). Время матча — 1:37. Maracanãzinho. 7165 зрителей. Отчёт.                                                                           | |
| № 17 (632) | 11 августа. Рио-де-Жанейро. Россия — Египет — 3:0 (25:11, 25:17, 25:9). Игры XXXI Олимпиады. Групповой этап                         |
| Россия: Сергей Гранкин — 3 (1, 2, 0), Максим Михайлов — 13 (9, 4, 0), Сергей Тетюхин — 3 (3, 0, 0), Егор Клюка — 6 (5, 0, 1), Артём Вольвич — 14 (4, 8, 2), Александр Волков — 5 (3, 2, 0), Алексей Вербов (л), Дмитрий Волков — 4 (4, 0, 0), Андрей Ащев — 3 (2, 1, 0), Игорь Кобзарь, Константин Бакун — 1 (1, 0, 0), Артём Ермаков. Египет: Хоссам Абдалла, Ахмед Салах — 6 (6, 0, 0), Ахмед Афифи, Мохамед Бадави — 7 (7, 0, 0), Абд Эльхалим — 5 (3, 2, 0), Мамдух Абдельрехим — 2 (2, 0, 0), Ахмед Абделаал (л), Ашраф Абуэльхассан — 1 (1, 0, 0), Омар Хассан, Мохамед Масуд — 1 (1, 0, 0), Мохамед Такил. Очки — 75:37 (атака — 32:20, блок — 17:2, подача — 3:0, ошибки соперника — 23:15). Время матча — 0:54. Maracanãzinho. 6665 зрителей. Отчёт.                                                                                 | |
| № 18 (633) | 13 августа. Рио-де-Жанейро. Польша — Россия — 2:3 (18:25, 25:16, 18:25, 25:22, 13:15). Игры XXXI Олимпиады. Групповой этап          |
| Польша: Гжегож Ломач — 2 (0, 1, 1), Бартош Курек — 36 (31, 3, 2), Михал Кубяк — 6 (6, 0, 0), Матеуш Мика — 9 (8, 1, 0), Кароль Клос — 4 (1, 2, 1), Матеуш Бенек — 10 (9, 0, 1), Павел Заторский (л), Пётр Новаковский — 3 (2, 1, 0), Фабьян Джизга, Давид Конарский, Рафал Бушек — 5 (5, 0, 0). Россия: Сергей Гранкин — 3 (3, 0, 0), Максим Михайлов — 18 (15, 2, 1), Сергей Тетюхин — 15 (14, 1, 0), Егор Клюка — 16 (14, 2, 0), Артём Вольвич — 12 (8, 3, 1), Александр Волков — 10 (8, 2, 0), Алексей Вербов (л), Игорь Кобзарь, Константин Бакун, Дмитрий Волков, Артём Ермаков. Очки — 99:103 (атака — 62:62, блок — 8:10, подача — 5:2, ошибки соперника — 24:29). Время матча — 1:51. Maracanãzinho. 7239 зрителей. Отчёт. | |
| № 19 (634) | 15 августа. Рио-де-Жанейро. Россия — Иран — 3:0 (25:23, 25:16, 25:20). Игры XXXI Олимпиады. Групповой этап                          |
| Россия: Сергей Гранкин — 2 (1, 0, 1), Максим Михайлов — 18 (14, 3, 1), Сергей Тетюхин — 6 (5, 0, 1), Егор Клюка — 10 (9, 1, 0), Артём Вольвич — 7 (3, 3, 1), Александр Волков — 2 (2, 0, 0), Алексей Вербов (л), Константин Бакун, Андрей Ащев — 4 (2, 2, 0), Дмитрий Волков — 6 (4, 1, 1), Артём Ермаков. Иран: Саид Маруф — 1 (1, 0, 0), Амир Гафур — 7 (7, 0, 0), Фархад Гаеми — 1 (1, 0, 0), Мойтаба Мирзаянпур — 15 (13, 1, 1), Мохаммад Мусави — 6 (4, 2, 0), Адель Голами — 7 (4, 3, 0), Мехди Маранди (л), Мехди Махдави — 2 (1, 1, 0), Шахрам Махмуди — 3 (3, 0, 0), Милад Эбадипур — 3 (3, 0, 0). Очки — 75:59 (атака — 40:37, блок — 10:7, подача — 5:1, ошибки соперника — 20:14). Время матча — 1:12. Maracanãzinho. 7387 зрителей. Отчёт.                                                                                       | |
| № 20 (635) | 17 августа. Рио-де-Жанейро. Канада — Россия — 0:3 (15:25, 20:25, 18:25). Игры XXXI Олимпиады. 1/4 финала                            |
| Канада: Тайлер Сандерс — 2 (2, 0, 0), Гэвин Шмитт — 3 (3, 0, 0), Джон Гордон Перрин — 11 (9, 1, 1), Николас Хоаг — 8 (8, 0, 0), Янсен Даниэль ван Дорн — 2 (2, 0, 0), Грэм Виграсс — 8 (7, 1, 0), Блэр Банн (л), Фредерик Винтерс, Стивен Маршалл — 3 (3, 0, 0), Джастин Дафф — 5 (3, 2, 0), Джей Бланкено. Россия: Сергей Гранкин, Максим Михайлов — 13 (12, 0, 1), Сергей Тетюхин — 10 (9, 0, 1), Егор Клюка — 10 (8, 2, 0), Артём Вольвич — 8 (5, 2, 1), Александр Волков — 7 (6, 1, 0), Алексей Вербов (л), Константин Бакун. Очки — 53:75 (атака — 37:40, блок — 4:5, подача — 1:3, ошибки соперника — 11:27). Время матча — 1:09. Maracanãzinho. 6291 зритель. Отчёт. | |
| № 21 (636) | 19 августа. Рио-де-Жанейро. Россия — Бразилия — 0:3 (21:25, 20:25, 17:25). Игры XXXI Олимпиады. 1/2 финала                          |
| Россия: Сергей Гранкин — 2 (1, 1, 0), Максим Михайлов — 16 (14, 2, 0), Сергей Тетюхин — 8 (7, 0, 1), Егор Клюка — 10 (9, 0, 1), Артём Вольвич — 4 (4, 0, 0), Александр Волков — 7 (5, 1, 1), Алексей Вербов (л), Игорь Кобзарь, Константин Бакун — 1 (0, 1, 0), Артём Ермаков. Бразилия: Бруно — 2 (1, 1, 0), Уоллес — 18 (13, 4, 1), Липе — 8 (7, 0, 1), Рикардо Лукарелли — 10 (10, 0, 0), Маурисио Соуза — 5 (4, 1, 0), Лукас — 7 (6, 1, 0), Сержио (л), Уильям Аржона, Эвандро. Очки — 58:75 (атака — 40:41, блок — 5:7, подача — 3:2, ошибки соперника — 10:25). Время матча — 1:23. Maracanãzinho. 9784 зрителя. Отчёт. | |
| № 22 (637) | 21 августа. Рио-де-Жанейро. США — Россия — 3:2 (23:25, 21:25, 25:19, 25:19, 15:13). Игры XXXI Олимпиады. Матч за 3-е место          |
| США: Мика Кристенсон — 3 (2, 0, 1), Мэттью Андерсон — 21 (18, 2, 1), Аарон Рассел — 2 (2, 0, 0), Тейлор Сандер — 17 (14, 1, 2), Дэвид Ли — 11 (9, 2, 0), Максвелл Холт — 13 (8, 2, 3), Эрик Шоджи (л), Уильям Придди — 18 (17, 0, 1), Томас Яшке — 3 (2, 1, 0). Россия: Сергей Гранкин — 2 (0, 2, 0), Максим Михайлов — 3 (3, 0, 0), Сергей Тетюхин — 9 (6, 0, 3), Егор Клюка — 14 (13, 0, 1), Артём Вольвич — 14 (9, 5, 0), Александр Волков — 10 (7, 3, 0), Алексей Вербов (л), Константин Бакун — 14 (12, 1, 1), Артём Ермаков, Игорь Кобзарь, Дмитрий Волков — 3 (2, 1, 0). Очки — 109:101 (атака — 72:52, блок — 8:12, подача — 8:5, ошибки соперника — 21:32). Время матча — 1:57. Maracanãzinho. 6976 зрителей. Отчёт. | |

## Товарищеские матчи
| 31 июля. Рио-де-Жанейро. Россия — Италия — 2:2 (25:22, 10:25, 19:25, 25:18) Россия: Сергей Гранкин — 1, Максим Михайлов — 17, Сергей Тетюхин — 5, Егор Клюка — 6, Артём Вольвич — 10, Александр Волков — 5, Алексей Вербов (л), Артём Ермаков (л), Игорь Кобзарь, Дмитрий Волков — 8, Андрей Ащев — 2, Константин Бакун. Италия: Филиппо Ланца — 18, Иван Зайцев — 12, Маттео Пьяно — 8, Османи Хуанторена — 7.   |
| 3 августа. Рио-де-Жанейро. Россия — Франция — 3:1 (21:25, 25:18, 25:22, 25:15) Россия: Сергей Гранкин, Максим Михайлов — 15, Сергей Тетюхин — 6, Егор Клюка — 10, Артём Вольвич — 9, Александр Волков — 5, Алексей Вербов (л), Артём Ермаков (л), Игорь Кобзарь — 3, Дмитрий Волков — 10, Андрей Ащев — 3, Константин Бакун — 7. Франция: Тибо Россар — 13, Антонен Рузье — 7, Эрвин Нгапет — 7, Кевин Ле Ру — 7. |

## Игроки сборной в 2016 году
В официальных матчах сборной России в 2016 году принял участие 21 волейболист.
| Игрок             | Год рождения | Амплуа       | Клуб                       | Турниры и игры | Турниры и игры | Турниры и игры | Всего матчей | Очки             |
| Игрок             | Год рождения | Амплуа       | Клуб                       | КОИ            | МЛ             | ОИ             | Всего матчей | Очки             |
| ----------------- | ------------ | ------------ | -------------------------- | -------------- | -------------- | -------------- | ------------ | ---------------- |
| Андрей Ащев       | 1983         | блокирующий  | «Зенит»                    | 5 (4)          | 5 (2)          | 3 (—)          | 13           | 54 (36, 16, 2)   |
| Константин Бакун  | 1985         | диагональный | «Газпром-Югра», «Динамо» М | 3 (—)          | 3 (2)          | 8 (—)          | 14           | 80 (64, 4, 12)   |
| Юрий Бережко      | 1984         | доигровщик   | «Динамо» М                 | 5 (—)          |                |                | 5            | 21 (17, 2, 2)    |
| Алексей Вербов    | 1982         | либеро       | «Зенит»                    | 5              | 7              | 8              | 20           |                  |
| Александр Волков  | 1985         | блокирующий  | «Урал»                     | 5 (5)          | 6 (4)          | 8 (8)          | 19           | 115 (83, 23, 9)  |
| Дмитрий Волков    | 1995         | доигровщик   | «Факел»                    |                | 7 (1)          | 6 (—)          | 13           | 42 (34, 5, 3)    |
| Артём Вольвич     | 1990         | блокирующий  | «Локомотив», «Зенит»       | 4 (1)          | 6 (4)          | 8 (8)          | 18           | 134 (77, 45, 12) |
| Сергей Гранкин    | 1985         | связующий    | «Динамо» М                 | 5 (5)          | 9 (7)          | 8 (8)          | 22           | 40 (12, 23, 5)   |
| Александр Гуцалюк | 1988         | блокирующий  | «Зенит»                    |                | 1 (1)          |                | 1            | 1 (1, 0, 0)      |
| Лукаш Дивиш       | 1986         | доигровщик   | «Локомотив»                |                | 6 (4)          |                | 6            | 20 (14, 2, 4)    |
| Артём Ермаков     | 1982         | либеро       | «Динамо» М                 |                | 4              | 7              | 11           |                  |
| Егор Клюка        | 1995         | доигровщик   | «Факел»                    | 5 (5)          | 9 (8)          | 8 (8)          | 22           | 219 (186, 24, 9) |
| Игорь Кобзарь     | 1991         | связующий    | «Зенит»                    |                |                | 6 (—)          | 6            | 4 (1, 1, 2)      |
| Дмитрий Ковалёв   | 1991         | связующий    | «Урал»                     | 2 (—)          | 8 (2)          |                | 10           | 4 (1, 3, 0)      |
| Александр Маркин  | 1990         | доигровщик   | «Динамо» М                 | 4 (—)          | 7 (2)          |                | 11           | 46 (36, 8, 2)    |
| Максим Михайлов   | 1988         | диагональный | «Зенит»                    | 5 (5)          |                | 8 (8)          | 13           | 177 (145, 24, 8) |
| Дмитрий Мусэрский | 1988         | блокирующий  | «Белогорье»                |                | 9 (7)          |                | 9            | 86 (61, 20, 5)   |
| Алексей Обмочаев  | 1989         | либеро       | «Динамо» М                 | 3              |                |                | 3            |                  |
| Виктор Полетаев   | 1995         | диагональный | «Зенит», «Кузбасс»         |                | 8 (7)          |                | 8            | 78 (68, 6, 4)    |
| Сергей Тетюхин    | 1975         | доигровщик   | «Белогорье»                | 5 (5)          | 5 (4)          | 8 (8)          | 18           | 143 (119, 6, 18) |
| Дмитрий Щербинин  | 1989         | блокирующий  | «Динамо» М                 | 3 (—)          |                |                | 3            |                  |